# Verena Rothaupt
Verena Rothaupt, geb. Eppler (* 16. Juni 1957 in Schwenningen), ist eine deutsche Kirchenmusikerin, Chorleiterin, Referentin sowie Lieddichterin und Komponistin moderner geistlicher Lieder.

## Werdegang
Sie ist die Tochter des Politikers und Schriftstellers Erhard Eppler und seiner Frau Irene Eppler. Verena Rothaupt ist evangelisch-lutherischen Bekenntnisses und besuchte ein Gymnasium in Heilbronn, wo sie das Abitur ablegte. Anschließend studierte sie Kirchenmusik in Esslingen und Trossingen und Popularmusik in Trossingen berufsbegleitend.
Nachdem sie das Studium der Kirchmusik mit Diplom abgeschlossen hatte, belegte sie darüber hinaus Ward-Kurse an der Landesakademie Heek in Nordrhein-Westfalen. Im Jahr 1997 übernahm Rothaupt das Amt einer Kirchenmusikerin in Lorch im Ostalbkreis in Baden-Württemberg, wo sie auch die Lorcher Kantorei und die Kinder- und Jugendkantorei leitet, Gottesdienste gestaltet und Konzerte gibt.
Seit dem Schuljahr 2014/15 unterrichtet sie mit der Ward-Methode Musik an der Grundschule Stauferschule Lorch und gibt ihr Fachwissen als Referentin in Fortbildungen an Erzieher und Lehrer weiter. Regelmäßig betreut sie die evangelischen Kindertagesstätten musikalisch.

## Familie
Verena Rothaupt ist mit dem Kirchenmusiker Klaus Rothaupt verheiratet und hat drei Kinder.

## Werk
Zusammen mit ihrem Vater hat sie im Jahr 2015 ein Luthermusical geschrieben. Einige ihrer Lieder und Singspiele für Kinder und Erwachsene fanden Aufnahme in das Gesangbuch für die Jugend Kommt und singt, das 2015 in erweiterter Ausgabe in Gütersloh erschienen ist. Im Kinderchorbuch 2 – Neue Lieder für Gott und die Welt, das im Jahr 2020 in Freiburg herausgekommen ist, finden sich ihre Beiträge ebenso wie in dem 2018 verlegten Gesangbuch Wo wir dich loben II. Rothaupt veröffentlicht ihre Werke im Carus-Verlag und im Strube-Verlag.

## Auszeichnungen
Für ihre Leistungen wurde sie im April 2018 zur Kirchenmusikdirektorin der Evangelischen Kirche Württemberg ernannt.